# 一氟化碳
一氟化碳（CF、CFx或(CF)x），也被称作聚合碳一氟化物(PMF)，氟化聚合碳，聚(一氟化碳)，以及氟化石墨。在高温下将氟气与石墨、焦炭或热解碳粉反应可以生成一氟化碳 。 一氟化碳是高度疏水的微晶粉末。其CAS号为51311-17-2。与石墨层间化合物不同的是，一氟化碳是共价的石墨化合物。
石墨在氟气气氛中直至400°C（673K）都是稳定的。在420-600°C（693-873K）两者会发生反应会生成非整比，深灰色的氟化石墨 ，其化学式为CF0.68。提高温度和氟气的分压可以形成计量比最高为CF1.12的化合物。随着氟碳比F/C的升高，氟化石墨的颜色从深灰色变为乳白色，表现出芳香性的逐步丧失。由于C-F键的形成，C原子的杂化形式变为sp3，导致石墨层发生折叠，F原子分布在平面上下两侧。在更高的温度下进行反应会导致石墨结构的破坏，得到气态的小分子碳氟化物如四氟化碳（CF4）和四氟乙烯 C2F4。
富勒烯（一种最近发现的碳的同素异形体）可以与氟气以相似的方式发生反应，生成氟碳比最高为C60F48的化合物。
合成一氟化碳的一个前体是氟与石墨的层间化合物，也被称为fluorine-GIC。
其他氟与石墨形成的层间化合物还有：
- 聚（氟化二碳） ((C2F)n)；
- 氟化四碳 (tetracarbon monofluoride，TCMF， C4F)。

氟化石墨是通过液相剥离技术制备氟化石墨烯（单层的氟化石墨）的前体。

## 应用
一氟化碳可作为高能量密度的阴极材料，可用于BR型锂电池中。由于其层状结构，可以作为润滑剂以减少磨损。一氟化碳也可以添加到颜料中，可以提高颜料的耐候性。在火箭推进剂和火焰发生器（pyrolants）中，一氟化碳可以同时作为氧化剂和燃烧改性剂（combustion modifier）。

## 引用
1. ↑  Ltd, Not Panicking. .   [2017-07-23]. （原始内容存档于2011-08-31）.
2. ↑  Troyanov, Sergei I.; Troshin, Pavel A.; Boltalina, Olga V.; Ioffe, Ilya N.; Sidorov, Lev N.; Kemnitz, Erhard. . Angewandte Chemie International Edition. 2001-06-18, 40 (12): 2285–2287. ISSN 1521-3773. doi:10.1002/1521-3773(20010618)40:12%3C2285::aid-anie2285%3E3.0.co;2-y （英语）.[永久]
3. ↑  Zbořil, Radek; Karlický, František; Bourlinos, Athanasios B.; Steriotis, Theodore A.; Stubos, Athanasios K.; Georgakilas, Vasilios; Šafářová, Klára; Jančík, Dalibor; Trapalis, Christos. . Small. 2010-12-20, 6 (24): 2885–2891  [2017-07-23]. ISSN 1613-6829. PMC 3020323 . PMID 21104801. doi:10.1002/smll.201001401. （原始内容存档于2017-07-13） （英语）.
4. ↑  Koch, Ernst-Christian. . Propellants, Explosives, Pyrotechnics. 2005-06-01, 30 (3): 209–215  [2017-07-23]. ISSN 1521-4087. doi:10.1002/prep.200500007. （原始内容存档于2015-05-15） （英语）.